# Ч
Ч, ч е буква от кирилицата и обозначава беззвучната задвенечна преградно-проходна съгласна /ʧ/ [ч]. В старобългарската азбука има название чрьвь, съответно в църковнославянската – червь.
Ч в глаголицата се изписва така  и има числова стойност 1000, а в кирилицата се изписва така  и числовата ѝ стойност е 90.

## Кодове
| кодова таблица | буква  | десетично | шестнадесетично | осмично | двоично           |
| -------------- | ------ | --------- | --------------- | ------- | ----------------- |
| Уникод         | главна | 1063      | 0427            | 002047  | 00000100 07       |
| Уникод         | малка  | 1095      | 0447            | 002107  | 00000100 01000111 |
| ISO 8859-5     | главна | 199       | C7              | 307     | 11000111          |
| ISO 8859-5     | малка  | 231       | E7              | 347     | 11100111          |
| KOI 8          | главна | 254       | FE              | 376     | 11111110          |
| KOI 8          | малка  | 222       | DE              | 336     | 11011110          |
| Windows 1251   | главна | 215       | D7              | 327     | 11010111          |
| Windows 1251   | малка  | 247       | F7              | 367     | 11110111          |

Кодовете в HTML за главно Ч са &#1063; или &#x427;, а за малко ч – &#1095; или &#x447;.

## Ч в джуанския език
Интересно е да се отбележи, че от 1957 до 1986 година кирилската буква Ч се използва в латинската азбука на джуанския език, където обозначава присъщ четвърт тон. Изборът на кирилското Ч е именно заради приликата му с цифрата 4. През 1986 година буквата е заменена от латинското X.